# Ultratop
Ultratop és una organització que genera i publica rànquings oficials de música dins Bèlgica, i és també el nom de moltes d'eixes llistes. Ultratop és una entitat sense ànim de lucre, que es va crear a iniciativa de la Belgian Entertainment Association (BEA), organització de membre de l'International Federation of the Phonographic Industry.

## Classificacions
Les classificacions o rànquings, distribuïdes a Flandes i Valònia en dues de separades, establertes són:
- Ultratop 50 Dance
- Ultratop 50 R&B/Hip-Hop (del 2012 al 2020 amb el nom d'"Ultratop 50 Urban")
- Ultratop 50 Airplay
- Ultratop 50 Back Catalogue

## Àlbums
Artistes amb àlbums més temps al top 50
- André Rieu: 23
- Will Tura i Céline Dion: 22
- The Beatles: 20
- Helmut Lotti: 18
- Andrea Bocelli i K3: 17
- Bruce Springsteen i Pearl Jam: 15

Artistes amb àlbums més temps al top 1
- Helmut Lotti i Clouseau: 8
- K3 i Marco Borsato: 7
- U2, Michael Jackson i Samson & Gert: 6
- Céline Dion i Madonna: 5

Estada més llarga a les llistes (des del 1995)
- Queen, The Platinum Collection - Greatest Hits I, II & III: 255 setmanes.
- Marco Borsato, Onderweg: 184 setmanes.
- Adele, 21: 179 setmanes.
- Coldplay, A Rush Of Blood To The Head: 168 setmanes.